# Sjeversko
Sjeversko (cyr. Сјеверско) – wieś w Bośni i Hercegowinie, w Republice Serbskiej, w gminie Rogatica. W 2013 roku liczyła 49 mieszkańców.